# Trzmielewo (województwo zachodniopomorskie)
Trzmielewo – osada w Polsce położona w województwie zachodniopomorskim, w powiecie sławieńskim, w gminie Darłowo.
Według danych z 28 września 2009 roku osada miała 20 stałych mieszkańców.
Ok. 0,8 km na południe od Trzmielewa znajduje się wzniesienie Jankówek. Ok. 0,3 km na północny wschód od osady leży wieś Cisowo.
W latach 1975–1998 miejscowość położona była w województwie koszalińskim.